# 三洲戴氏家庙
三洲戴氏家庙，位于中国福建省长汀县三洲乡三洲村，二落一进，由大门、下厅、上厅组成，占地面积332平方米，单檐硬山顶。上厅明间抬梁式木构架，次间硬山搁檩；大门为砖质牌楼式，二柱一门，具有浓郁的客家祠堂风格。此处祠堂，是台湾戴氏后裔返乡竭祖的重要祠堂。2009年11月16日公布为第七批福建省文物保护单位。